# Первомайское сельское поселение (Чечня)
Первомайское се́льское поселе́ние — муниципальное образование в Грозненском районе Чечни Российской Федерации.
Административный центр — станица Первомайская.

## История
Статус и границы сельского поселения установлены Законом Чеченской Республики от 20 февраля 2009 года № 12-РЗ «Об образовании муниципального образования Грозненский район и муниципальных образований, входящих в его состав, установлении их границ и наделении их соответствующим статусом муниципального района и сельского поселения».

## Население
| 2010  | 2012  | 2013  | 2014  | 2015  | 2016  | 2017  |
| ----- | ----- | ----- | ----- | ----- | ----- | ----- |
| 5245  | ↗5359 | ↗5449 | ↗5533 | ↗5601 | ↗5700 | ↗5810 |
| 2018  | 2019  | 2020  | 2021  | 2023  | 2024  |       |
| ↗5923 | ↗6063 | ↗6235 | ↗6812 | ↗6923 | ↗7011 |       |

## Состав сельского поселения
| № | Населённый пункт | Тип населённого пункта          | Население |
| - | ---------------- | ------------------------------- | --------- |
| 1 | Первомайская     | станица, административный центр | ↗7011     |